# Križovljan Radovečki
Križovljan Radovečki es una localidad de Croacia en el municipio de Cestica, condado de Varaždin.

## Geografía
Se encuentra a una altitud de 191 m s. n. m. a 107 km de la capital nacional, Zagreb.

## Demografía
En el censo 2011, el total de población de la localidad fue de 258 habitantes.
| Gráfica de población de Križovljan Radovečki 1857-2011              |
|                                                                     |
| Según los censos de población de la oficina estadística de Croacia. |